# 모루구름

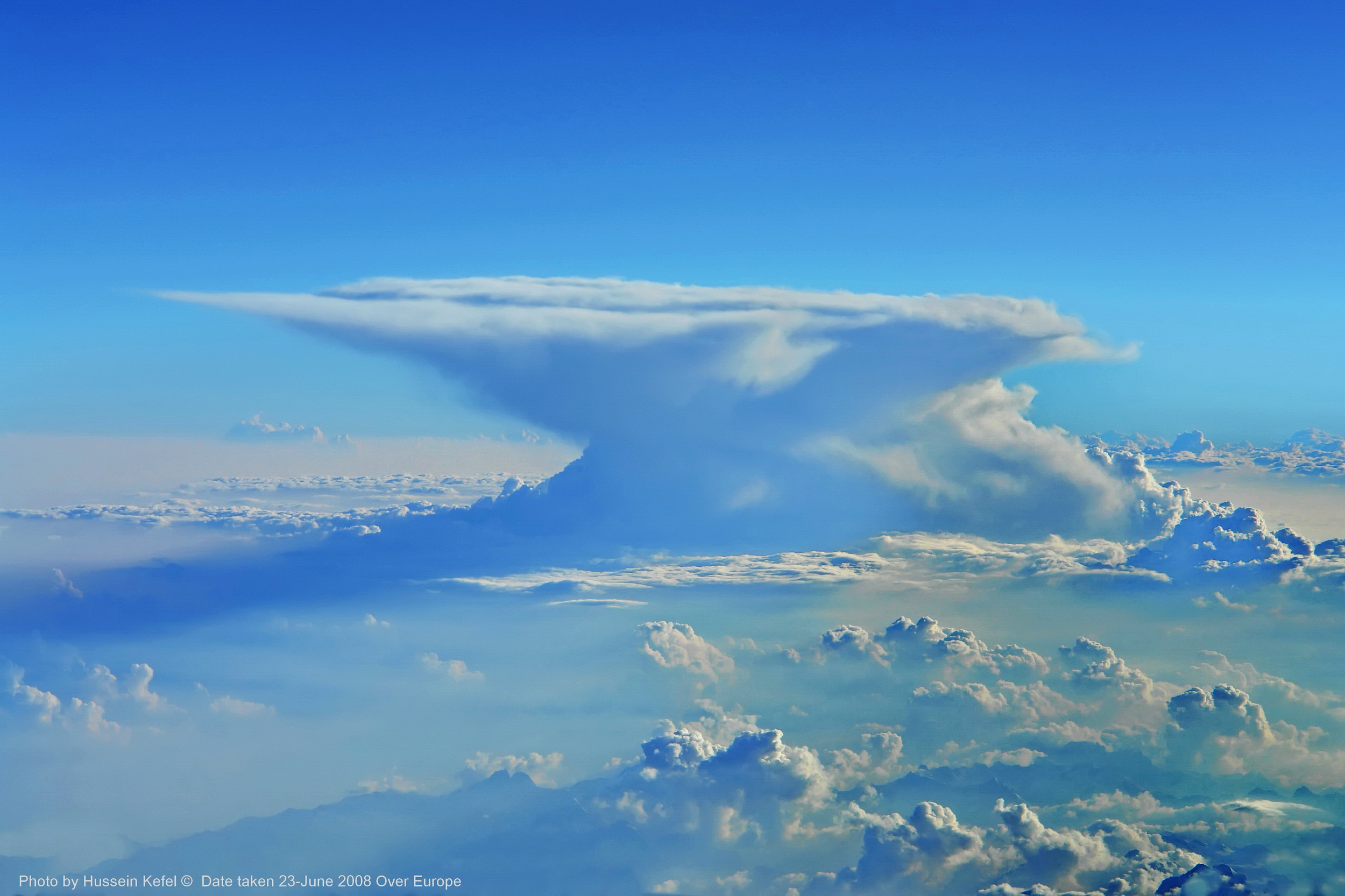

모루구름(anvil cloud) 또는 모루 적란운(cumulonimbus incus)은 모루 모양으로 넓고 편평하게 퍼져 있는 적란운의 윗부분으로, 섬유나 줄기 조직이 나타난다. 이 구름은 적란운 내부에 생긴 강한 상승기류가 대류권계면에 가로막혀 올라가지 못하고 옆으로 퍼지면서 생긴다. 따라서 모루구름 꼭대기의 높이는 대류권계면의 높이와 같다.또 모루구름 위에 오버슈팅 탑이 만들어지기도 한다.